# Zurndorfer Eichenwald und Hutweide
Zurndorfer Eichenwald und Hutweide este o arie protejată (arie specială de conservare — SAC, sit de importanță comunitară — SCI) din Austria întinsă pe o suprafață de 153,4 ha, integral pe uscat.

## Localizare
Centrul sitului Zurndorfer Eichenwald und Hutweide este situat la coordonatele 47°57′36″N 17°00′14″E / 47.96°N 17.0039°E.

## Înființare
Situl Zurndorfer Eichenwald und Hutweide a fost declarat sit de importanță comunitară în iunie 1998 pentru a proteja 10 specii de animale. Situl a fost protejat și ca arie specială de conservare în iunie 2008.

## Biodiversitate
Situată în ecoregiunea continentală, aria protejată conține 6 habitate naturale: Tufărișuri subcontinentale peripanonice, Pajiști uscate seminaturale și facies de acoperire cu tufișuri pe substraturi calcaroase (Festuco-Brometalia) (* situri importante pentru orhidee), Pajiști stepice subpanonice, Fânețe de joasă altitudine (Alopecurus pratensis, Sanguisorba officinalis), Păduri mixte riverane de Quercus robur, Ulmus laevis și Ulmus minor, Fraxinus excelsior sau Fraxinus angustifolia, de-a lungul marilor râuri (Ulmenion minoris), Păduri stepice euro-siberiene cu Quercus spp..
La baza desemnării sitului se află mai multe specii protejate:
- păsări (9): fâsă-de-câmp (Anthus campestris), șorecar încălțat (Buteo lagopus), erete vânăt (Circus cyaneus), ciocănitoarea de stejar (Dendrocopos medius), ciocănitoare neagră (Dryocopus martius), vânturel de seară (Falco vespertinus), sfrâncioc roșiatic (Lanius collurio), sfrâncioc mare (Lanius excubitor), silvie porumbacă (Sylvia nisoria)
- mamifere (1): liliac cârn (Barbastella barbastellus)

Pe lângă speciile protejate, pe teritoriul sitului au mai fost identificate 7 specii de plante.